# Schiphol Plaza
Schiphol Plaza (officieel: Shopping Centre Schiphol Plaza) is een winkelcentrum op luchthaven Schiphol aan de landzijde en daardoor voor iedereen toegankelijk. Het vormt het deel van de aankomsthal dat voor aankomende reizigers na de paspoortcontrole is, bestaand uit de vier gedeelten Aankomst 1 t/m 4; de vertrekhal is een etage hoger. Schiphol Plaza is geïntegreerd met de stationshal van station Schiphol Airport.
Om veiligheidsredenen is het gebied tussen 00:00 en 04:00 uur alleen toegankelijk voor reizigers en personeel.
Er zijn onder meer een supermarkt, een fast-foodrestaurant, diverse andere winkeltjes en horeca te vinden.
Schiphol Plaza werd in juli 1995 geopend na de sloop van het oude stationsgebouw. In juli 2006 werd een ander logo voor Schiphol Plaza ontworpen en een campagne gestart om meer bekendheid te geven aan het winkelcentrum.
Het rood-wit-geblokte Meetingpoint is een ontwerp van de kunstenaar Dennis Adams, getiteld Coda (1995).